# Claspettomyia indica
Claspettomyia indica är en tvåvingeart som beskrevs av Rao och Sharma 1978. Claspettomyia indica ingår i släktet Claspettomyia och familjen gallmyggor. Inga underarter finns listade i Catalogue of Life.